# Kulturní repertoár
Kulturní repertoár (z angl. cultural repertoire) je sociologický pojem označující souhrn všech nástrojů (tzn. poznatků, zkušeností, symbolů, vědění), které tvoří předpoklad pro interpretaci či orientaci se v dané situaci a následného jednání.
Kulturní repertoár bychom tedy mohli definovat jako kontext, ve kterém se jedinec nachází, s kterým implicitně pracuje, a kterému podléhá jeho chování. Pojem spadá do oblasti kulturní a sociální antropologie. A označuje předpoklad, že jednotlivé kultury jsou jedinečnými a neopakovatelnými sociokulturními systémy, které lze popsat a pochopit pouze v kontextu jejich vlastních hodnot, norem a idejí.
Kulturní repertoár je východiskem pro teorii Kulturního relativismu a je jedním ze základních postulátů moderní kulturní antropologie. Důležitost zohledňování kulturního repertoáru, také zdůrazňoval jeden z klasiků kulturního relativismu Melville J. Herskovits, podle něhož je percepce reality u jedince naprosto podmíněna konvencemi daného společenství.
Opakem kulturního repertoáru jsou kulturní univerzálie, například morálka, podobně jako estetické cítění, které chápeme jako univerzální. Jejich reálné projevy jsou ovšem z hlediska různých kultur specifické a často rozdílné. 

## Definice
```
„Soubor sdílených symbolických nástrojů, které jsou k dispozici pro interpretaci aktuálního dění“
[
3
]
```

Ann Swidler definuje kulturní repertoár jako „zásobárnu příběhů, symbolů, rituálů a vidění světa, které je možné použít v různých konfiguracích k řešení rozličných typů problémů."
„Prostředky konstrukce symbolického světa“
O kulturním repertoáru můžeme také hovořit jako o výrazném činiteli pro tvorbu osobnosti a je nezbytnou podmínkou pro socializaci jedince:
„Ve stabilních, do sebe uzavřených obcích, je kultura často zcela neviditelná, ale když mobilita a komunikace, zbavená souvislostí, se stává podstatou společenského života, potom kultura, v níž byl člověk vyučován, aby komunikoval, se stává jádrem jeho totožnosti“
„Lidé mají k dispozici vícero kulturních repertoárů, které se učí používat v rámci socializace, přičemž preferování strategie spočívající ve využití jednoho repertoáru neznamená, že by aktér neměl k dispozici alternativy odpovídající jiným kulturním repertoárům“

## Jednotlivé složky kulturního repertoáru podle Karri A. Holley[6]
| SLOŽKA              | DEFINICE |
| ------------------- | --- |
| Sémiotický kód      | Významové vztahy, specifické pro daný jazyk |
| Kolektivní schémata | Obecně uznávané a sdílené vzorce, které fungují jako vodítka chování; ustálené veřejnými rituály a přenášené jako přesvědčení a hodnoty společenství |
| Hierarchie praxe    | Vztahy mezi jedinečnými praktikami; jisté kulturní praktiky se navzájem ovlivňují, definují, nebo naopak omezují                                     |
| Komunity            | Užití kulturního repertoáru rozvíjí totožnost, která je posílená účastí v komunitě                                                                   |

## Jednotlivé složky kulturního repertoáru podle Ann Swidler
1. Kultura jako „sada nářadí“ (angl. toolkit)
  - Východisek pro lidské jednání a řešení problémů
2. Kultura jako „strategie chování“
  - Nebo také konstrukt jednání
3. Kultura jako předpokládané výsledky jednání
  - Např.: Předpokládám, že když se budu pořádně učit, budu mít v dospělosti dobré zaměstnání.[7]

## Kulturní repertoár je jednou s tří analytických rovin v tradici kulturní sociologie[8]
1. Kulturní repertoáry = Prakitky („Culture on the ground“)
  - Produkování významů v interakcích a způsoby, jakými je jedinci používají (určité shluky významů nejsou obecně sdílené a neměnné, lidé čerpají z různých významových zdrojů s ohledem na kontext jejich jednání).
2. Produkce („Culture in institutional fields“)
  - Zdůraznění kontextů, v nichž probíhá kulturní produkce a inovace. Jde o perspektivu produkování kultury (kulturní průmysl).
3. Rámce („Culture in the text, cultural objects“)
  - Kulturní objekty jsou analyzovány jako texty. Podobně jako jazyk mají svoji vlastní strukturu, která ovlivňuje z nich vyvozené a na nich založené významy.

## Kulturní repertoár v umění
Kulturní repertoár ovlivňuje zejména významové chápání a interpretaci uměleckých děl. Proto se v současné době pro interpretaci využívá především principu intertextuality, tedy postihnutí vztahy jednotlivých děl navzájem. Prostřednictvím nejrůznějších znamení, odkazů, navazuje dílo vztahy k jiným dílům, umělecké i neumělecké povahy, které už samy v textu, jenž se k nim vztahuje, realizovány nejsou. Při tomto vztahování nepochybně zcela základní úlohu hraje časovost, sukcesivita, chronologie mezi dílem a oněmi nepřítomnými útvary (díly).